# Klaus Ostwald
Klaus Ostwald (né le 26 août 1958 à Bad Elster) est un ancien sauteur à ski allemand.

## Palmarès

### Jeux Olympiques
| Épreuve / Édition | Lake Placid 1980 | Sarajevo 1984 |
| Petit Tremplin    |                  | 13e           |
| Grand Tremplin    | 15e              | 26e           |

### Championnats du monde
| Épreuve / Édition | Oslo 1982 | Engelberg 1984 | Seefeld 1985 |
| Petit Tremplin    | 16e       |                | 6e           |
| Grand Tremplin    | 4e        |                | 11e          |
| Par Equipes       | 4e        | Argent         | Bronze       |

### Championnats du monde de vol à ski
| Épreuve / Édition | Oberstdorf 1981 | Harrachov 1983 | Planica 1985 | Kulm 1986 |
| Individuel        | 12e             | Or             | 4e           | 24e       |

### Coupe du monde
- Meilleur classement final: 7e en 1984.
- 2 victoires.

### Saison par saison
| Année | Lieu               |
| 1982  | Engelberg (Suisse) |
| 1984  | Oberstdorf (RFA)   |